# Кръвеник
Кръвенѝк е село в Северна България, община Севлиево, област Габрово.

## География
Село Кръвеник се намира на около 25 km западно от центъра на град Габрово, 21 km юг-югозападно от град Севлиево и 7 km изток-североизточно от град Априлци. То е типично планинско пръснато селище – махалите Стар Кръвеник, Лумпари, Шаварна, Крушака и Кръвеник (Центърът). Разположено е между Калоферската планина от юг и Черновръшкия рид от север, в малката Кръвенишка котловина. Край селото тече река Негойчевица, ляв приток на река Росица. Климатът е умереноконтинентален, почвите в землището са преобладаващо сиви и светлосиви горски и алувиални.
Надморската височина в центъра на селото при Паметника на загиналите в Априлското въстание е около 480 m. През южния край на селото минава третокласният републикански път III-6072, който на запад води до град Априлци (квартал Боголонта), а на изток през селата Селище, Стоките, Попска, Карамичевци и Батошево – до връзка с третокласния републикански път III-4402 преди село Горна Росица.
Населението на село Кръвеник, наброявало 427 души при преброяването към 1934 г. и нарастнало до 915 към 1956 г., намалява до 259 към 1965 г., 163 към 2001 г. и 138 души (по текущата демографска статистика за населението) към 2019 г.
При преброяването на населението към 1 февруари 2011 г., от обща численост 129 лица, за 101 лица е посочена принадлежност към „българска“ етническа група, за 24 не е даден отговор и за останалите не са посочени данни в източника.

## История
В землището на селото има следи от неолита и халколита. Има останки от над 80 тракийски надгробни могили и от тракийски селища. На 3,5 km югозападно от Кръвеник, на връх Острец, Средна Стара планина, са открити останки от тракийска крепост от V – III век пр.н.е. (археологични разкопки от 1953 г.). През V – VI век крепостта е използвана отново за охрана на Русалийския проход на Стара планина. Селището възниква на мястото, на което се намира и към 21 век вероятно по време на Втората българска държава (1186 – 1396); археологически находки свидетелстват за това. По време на Априлското въстание 1876 г. Кръвеник е революционен център. Въстанието избухва на 1 май под ръководството на войводата Фильо Р. Миленов (дядо Фильо). Въстаниците се присъединяват към част от четата на Цанко Дюстабанов и водят сражение с башибозук. След разгрома на въстанието селото е опожарено. Село Кръвеник е наградено с юбилеен медал „100 години Априлско въстание 1876 – 1976 г.".
На връх Бабан се е състояло събрание, известно в историята като второто „Оборище“. Пред революционери и още около 250 души четници дядо Фильо обявява на 1 май 1876 г. началото на Априлското въстание в Северна България. На това място е издигнат 80 години по-късно – на 14 май 1956 г., паметник.
Кръвеник дава доброволци в Руско-турската освободителна война 1877 – 1978 г.
По време на въоръжената антифашистка борба 1941 – 1944 г. населението подпомага с оръжие и храна Габровско-Севлиевския партизански отред, дава ятаци, политзатворници.
Към 1934 г. село Кръвеник е съставено от Стария Кръвеник (село Кръвеник) и махалите Войнишка, Табашка и Шопите; към село Кръвеник спадат и махалите Лумпарите и Троенци. Към 2020 г. бившите махали Войнишка, Табашка и Шопите са отделни села.
Във фондовете на Държавния архив Габрово се съхраняват значими за историята на селото документи от съответни периоди на/за:
- Народно основно училище – село Кръвеник, Габровско[7]: в училището се обучават децата от село Кръвеник и околните махали Стар Кръвеник, Табашка, Троенци, Дрянът и Войнишка; през учебната 1952/1953 г. за учениците, пътуващи от разстояние над 3 km, е организирано общежитие в специални за целта стаи към училищната сграда; от учебната 1962/1963 г. в училището е открит осми клас; през 1968 г. е закрито училището в махала Табашка[8], а от 1 януари 1969 г. – и училището в махала Стар Кръвеник[9]; от 1967 г. е закрито общежитието; от 1982 г. Народното основно училище „Христо Филев“ – село Кръвеник се закрива и преминава към Народно основно училище „Христо Ботев“ – село Стоките.
- Народно читалище „Светлина“ – село Кръвеник[10]: основано през 1928 г., към 2021 г. е действащо; вероятно до 1976 г. в махала Стар Кръвеник е действало читалище „Христо Филев“[11].
- Кредитна кооперация „Пчела“ – село Кръвеник, Габровско[12][13]: основана на 22 май 1911 г. в село Кръвеник като Земеделско спестовно заемно сдружение за влогонабиране, кредитиране на членовете си със заеми и извършване на общи продажби; през 1920 г. преименувано на Кредитна кооперация „Пчела“ – село Кръвеник със същия предмет на дейност; през 1947 г. преименувана на Всестранна кооперация „Пчела“ – село Кръвеник (търговия със стоки за потребление, обществено хранене, изкупуване на селскостопански произведения, производства от местно значение и представителство на БНБ за влогонабиране); през 1952 г. преименувана на Селкооп „Пчела“ – село Кръвеник със същата стопанска дейност; през 1958 г. преименуван на Потребителна кооперация (Потребкооп) „Пчела “– село Кръвеник със същата стопанска дейност.
- Трудово кооперативно земеделско стопанство (ТКЗС) „Балкан“ – село Кръвеник[14]: създадено през септември 1957 г.; след няколко промени през следващите години на организацията и наименованието, през периода 1992 – 1995 г. е в ликвидация.
- Селски здравен участък – село Кръвеник[15];
- Обща трудово-производителна кооперация „Балканско ехо“ – с. Кръвеник[16];
- Машинен завод „Балканско ехо“ – с. Кръвеник[17].

## Население
Преброяване на населението през 2011 г.
Численост и дял на етническите групи според преброяването на населението през 2011 г.:
|                     | Численост | Дял (в %) |
| Общо                | 129       | 100,00    |
| Българи             | 101       | 78,29     |
| Турци               | 0         | 0,00      |
| Цигани              | 0         | 0,00      |
| Други               | 0         | 0,00      |
| Не се самоопределят | 0         | 0,00      |
| Неотговорили        | 24        | 18,60     |

## Религия
Православно християнство. Една от забележителностите на Кръвеник е църквата „Свети Николай“. Тя е построена върху основите на стара еднокорабна и безкуполна църква. По време на Априлското въстание е опожарена, а през 1913 г. земетресение унищожава стените ѝ. През периода 1913 – 1914 г. хората от селото построяват нова църква. И до днес „Свети Николай“ се издига на високо място в нов Кръвеник. Църквата е каменна, с два купола. Иконите на олтара са дело на майстор от Ново село.

## Обществени институции
Село Кръвеник към 2020 г. е център на кметство Кръвеник.
В село Кръвеник към 2020 г. има:
- действащо читалище „Светлина – 1928“;[21][22]
- православна църква „Свети Николай“;[23]
- пощенска станция.[24]

## Културно наследство
Къщите са в стар балкански архитектурен стил, с бели стрехи и покрити с тикли (каменни речни плочи).

## Природни забележителности
- Връх Черешките, връх Бабан, връх Ботев.
- Резерват „Пеещи скали“. Обявен със Заповед № 502/11 юли 1979 г., площ 1465,7 ha. Обхваща землищата на селата Кръвеник и Стоките. Пеещи скали, заедно с южния резерват Соколна, образуват източния защитен комплекс на Националния парк „Централен Балкан“. Пеещите скали са уникални скални образувания, които увенчават като корона вековната (над 170 години) букова гора.

## Редовни събития
Ежегодно на 11 май на връх Бабан се провежда събор в памет на борците за народна свобода.

## Личности
- Дядо Фильо Радев Миленов,
- Дончо фесчията,
- Христо Партинков
- Христо Филев Миленов
- Киро Шопов
- Марин Дочев
- Марин М. Колев
- Нанко Филев
- Мария Стойнова, народна певица (р. 1931)
- Проф. Николай Ковачев (1919 – 2001)
- Тотю Димов Пенов (1901 – 1998)
- Иван Стойнов – бивш шеф на телевизията в ООН [25]

## Други
На село Кръвеник е наречена улица в квартал „Надежда I“ в София (Карта).
Ретранслаторната станция край село Кръвеник е пусната в експлоатация на 6 май 2004 г. Излъчваните оттук програми се приемат на територия с радиус 10 km.